# Little Caesars Arena
Little Caesars Arena este o arenă multifuncțională din Midtown Detroit. Construcția a început pe 24 aprilie 2015, în urma unei ceremonii oficiale de inaugurare pe 25 septembrie 2014. Deschisă pe 5 septembrie 2017, arena, care a costat 862,9 milioane de dolari, a înlocuit Joe Louis Arena și The Palace of Auburn Hills unde Detroit Red Wings din NHL și, respectiv, Detroit Pistons din NBA își jucau meciurile pe teren propriu.